# Anndi McAfee
Anndi McAfee (* 28. September 1979 in Los Angeles, Kalifornien) ist eine US-amerikanische Schauspielerin, Synchronsprecherin und Sängerin.

## Leben
McAfee wurde im Jahr 1979 in Los Angeles geboren. Sie leidet an einer Krankheit namens Morbus Gaucher. Sie ist die ältere Schwester von Scott McAfee. Im Alter von sieben Jahren begann sie ihre Karriere als Schauspielerin. Sie ist in zahlreichen Fernsehserien zu sehen. Im Jahr 2004 absolvierte sie ihre Ausbildung am California State University, Northridge.
Im Jahr 2015 zog sie nach New York City, um ihre Synchronkarriere fortzusetzen.
Als Synchronsprecherin lieh sie ihre Stimme unter anderem Ashley A aus der Serie Disneys Große Pause.

## Synchronisation (Auswahl)
- 1989: Dink, der kleine Saurier (Dink, the Little Dinosaur, Fernsehserie, 4 Episoden)
- 1992: Tom & Jerry – Der Film (Tom & Jerry – The Movie)
- 1992–1994: Arielle, die Meerjungfrau (The Little Mermaid, Fernsehserie, 5 Episoden)
- 1993: Home Free (Fernsehserie, 13 Episoden)
- 1995: Baywatch – Die Rettungsschwimmer von Malibu (Fernsehserie, S06E06 – Teamwork)
- 1996–2004: Hey Arnold! (Fernsehserie, 57 Episoden)
- 1997–2001: Disneys Große Pause (Recess, Fernsehserie, 17 Episoden)
- 2001–2004: Lloyd im All (Lloyd in Space, Fernsehserie, 20 Episoden)
- 2004–2005: Deckname: Kids Next Door (Codename: Kids Next Door, Fernsehserie, 2 Episoden)
- 2007–2008: In einem Land vor unserer Zeit (The Land Before Time, Fernsehserie, 26 Episoden)
- 2017: Hey Arnold! Der Dschungelfilm (Hey Arnold! The Jungle Movie)